# Праті

Герб Праті

Праті (італ. Prati) — XXII район (Rione) Рима. Район простягається по правому березі Тибру на північ від Замку Святого Ангела

## Історія
Починаючи з 1870 року у Римі забудовують вільні місця на північ від Замку Святого Ангела. З цього часу місто виростає за межі Авреліанської стіни.

## Герб
На гербі зображений Замок Святого Ангела.